# That's Business
That's Business är det amerikanska punkrockbandet Home Growns debutalbum, utgivet 1995 på Liberation Records och året efter på Burning Heart Records.

## Låtlista
1. "Get a Job"
2. "The Hearing Song"
3. "She Said..."
4. "My Friends Suck"
5. "Alternative Girl"
6. "Wanna-Be"
7. "Surfer Girl"
8. "Ubotherme"
9. "Face in the Crowd"
10. "I Hate Myself"
11. "One Night Stand"
12. "Impotency"
13. "Worthless"
14. "Employer's Market"
15. "S.F.L.B."
16. "Untitled"

### Fotnoter
1. ↑  ”That's Business”. Discogs.com. http://www.discogs.com/Home-Grown-Thats-Business/master/313896. Läst 26 april 2012.